# 서울매일버스
서울매일버스는 경기도 안양시 동안구 평촌대로 452에 연고를 둔 서울특별시의 시내버스 업체이고, 등록지는 서울특별시 구로구 고척로 128이다.

## 연혁

### 1970년대~1980년대
- 1971년 3월 29일: 도시형버스 103번 (당시 안양시 ~ 광화문 구간, 현 지선버스 5625번)을 운행하던 금호그룹 산하 서울시내버스 자회사인 삼양여객(三陽旅客)을 양수, 서울특별시 종로구 교북동에 면허등록지를 경기도 안양시 만안구 안양6동에 주사무소를 각각 두고 설립하였다.
- 1980년 11월 21일: 구로구청 새청사 개청으로 도시형버스 103번 (당시 안양시 ~ 광화문 구간, 현 지선버스 5625번) 노선 72대중 10대를 분리하여 도시형버스 103-1번 (당시 안양시 ~ 개봉1동, 현 지선버스 5626번)을 신설하였다.
- 1981년 6월: 좌석버스 703번 (당시 안양시 ~ 광화문구간, 현 지선버스 5713번)을 신설하였다.
- 1982년: 도시형버스 103번 (안양시 ~ 광화문) 노선의 단축형 노선인 도시형버스 103-2번 (안양시 ~ 영등포) 노선을 신설하였다.
- 1987년: 도시형버스 103-2번 (안양시 ~ 영등포) 노선을 구로공단역으로 단축하였다.

### 1990년대~2004년 서울특별시 버스 개편이전
- 1990년 일정미상: 주사무소를 만안구 안양6동에서 동안구 비산동 14-8번지로 이전하였다.
- 1991년: 도시형버스 103번 (안양시 비산동 ~ 광화문) 노선을 당산역으로 단축하였다.
- 1992년: 평촌신도시 입주대책에 의거 도시형버스 103-2번 (안양시 비산동 ~ 구로공단역) 노선을 평촌신도시로 변경하였다. 좌석버스 703번 (안양시 비산동 ~ 광화문) 노선의 단축형 노선인 좌석버스 703-1번 (안양시 비산동 ~ 여의도) 노선을 신설하였으나 수요저조로 1993년에 폐선되었다.
- 1992년 10월 1일: 면허등록지를 종로구 교북동에서 서대문구 충정로 2가 113-1번지로 이전하였다.
- 1993년 3월 4일: 구로구 지역 마을버스를 오봉운수로 분리독립시켰다.
- 1993년 8월 10일: 도시형버스 103번 (안양시 동안구 비산동 ~ 당산역) 노선을 신촌역으로 일부구간 재연장하였다. 도시형버스 103-2번 (안양시 비산동 ~ 구로공단역) 노선을 당산역으로 일부구간 재연장하였다.
- 1996년 6월 5일: 도시형버스 103번 (안양시 동안구 비산동 ~ 신촌역) 노선을 아현동으로 일부구간 재연장하였다. 잠시 후 도시형버스 103-2번 (안양시 동안구 비산동 ~ 당산역) 노선을 구로공단역으로 다시 단축하였다.
- 1997년 1월 1일: 당산철교 한시적 철거로 보영운수와 신촌운수와 공동으로 당산철교 셔틀버스 운행에 참여하였다. 다만 안양교통은 3대만 운행하였다.
- 1997년 12월 1일: 좌석버스 703번 (안양시 동안구 비산동 ~ 광화문) 노선을 도시형버스로 형간전환과 동시에 기존 광화문 회차에서 여의도회차로 단축하였다.
- 1998년 6월 10일: 도시형버스 103-2번 (안양시 동안구 비산동 ~ 구로공단) 노선을 폐선하였다.
- 2000년 1월: 도시형버스 103-2번 (안양시 동안구 비산동 ~ 광명6동) 노선을 신설하였다. 도시형버스 703번 (안양시 동안구 비산동 ~ 여의도) 노선을 기존 여의도 회차에서 서강대교 경유 신촌역 회차로 연장하였다.
- 2001년 5월: 도시형버스 103-2번 (안양시 동안구 비산동 ~ 광명6동) 노선을 폐선하였다. 도시형버스 703번 (안양시 동안구 비산동 ~ 신촌역) 노선을 인덕원역경유로 연장하였다.

### 2004년 서울특별시 버스 개편이후
- 2004년 7월 1일: 2004년 서울특별시 버스 개편으로 지선버스 3개 노선으로 운행하기 시작하였다. 동시에 도시형버스 103번 (안양시 동안구 비산동 ~ 아현동) 노선을 영등포역으로 단축하여 지선버스 5625번 (안양시 동안구 비산동 ~ 영등포역)으로, 도시형버스 103-1번 (안양시 동안구 비산동 ~ 개봉1동) 노선은 별다른 변경없이 존치되어 지선버스 5626번(안양시 동안구 비산동 ~ 개봉1동)으로, 도시형버스 703번 (안양시 동안구 관양동 인덕원역 ~ 신촌역) 노선은 기존의 신촌역 회차에서 아현동 회차로 연장되어 지선버스 5713번 (안양시 동안구 관양동 인덕원역 ~ 아현동)으로 재편되었다.
- 2005년 9월: 서울시내버스 유상감차로 면허 일부가 말소와 동시에 잉여면허 1개를 양재운수에 매각하여 서초 08번에 증차시켰다.
- 2006년 8월: 지선버스 5713번 기점을 안양시 동안구 관양동 인덕원역에서 비산동으로 단축하였다.[a]
- 2007년 7월: 지선버스 5626번 (안양시 비산동 ~ 개봉1동) 노선을 천연가스 충전 문제로 온수역으로 연장하여[b] 온수동 주민 편의 역시 제공하게 되었다.
- 2014년 7월: 아현고가 철거로 지선버스 5713번 (안양시 비산동 ~ 아현동) 노선을 경의선 신촌역으로 단축하였다.
- 2015년 11월: 저상버스 운행 개시 (5626번)[c]
- 2021년 4월 27일: 대전광역시 소재 택시회사 매일상운이 인수, 상호를 서울매일버스로 변경[1]
- 2021년 5월 1일: 신수교통의 9703번, 9711번 광역버스 노선 및 신성계열 일산 대화동차고지 인수[2]
- 2023년 4월 27일: 9703번 광역버스 -> 703번 간선버스로 전환[d]

## 운행 노선
2023년 4월 27일 기준으로 작성되었다.
| 운행노선 | 운행노선        | 운행노선 | 운행노선             | 배차간격 (분) | 인가 대수 | 비고 |
| -------- | --------------- | -------- | -------------------- | ------------- | --------- | --- |
| 703번    | 일산 (탄현역)   | ↔        | 숭례문               | 15~20         | 14        | 구 158번 좌석버스. 2017년 제일여객이 신수교통에 양도한 후, 2021년 5월 1일 신수교통에서 양도받았다. 2023년 4월 27일 간선버스로 전환. 신수교통에서 운행하던 703번과는 별개 노선. |
| 5625번   | 안양시 (비산동) | ↔        | 영등포역(영등포시장) | 7~15          | 19        | 구 103번 단축 |
| 5626번   | 안양시 (비산동) | ↔        | 온수동               | 8~14          | 26        | 구 103-1번 연장 |
| 5713번   | 안양시 (비산동) | ↔        | 경의선신촌역         | 6~12          | 25        | 구 703번 연장 |
| 9711번   | 일산동부경찰서  | ↔        | 양재시민의숲역       | 7~16          | 25        | 2005년 8월 28일 신설. 2021년 5월 1일 신수교통에서 양도받았다. |

## 미운행 노선

### 개편 이전

#### 도시형버스
- 103-2번: 안양시 비산동 ↔ 안양일번가 ↔ 안양유원지 ↔ 석수역 ↔ 시흥사거리 ↔ 남구로역 ↔ 구로역 ↔ 개봉역 ↔ 개봉2.3동 ↔ 광명사거리역 ↔ 광명6동[3](2000년 1월 103-1번에서 분리 및 2001년 5월 103-1번과 통폐합)

### 개편 이후
- ● 9703번 (킨텍스 ↔ 숭례문) (2021년 5월 1일 신수교통에서 양도받은 노선, 2023년 4월 27일 703번 간선버스로 전환)

## 보유 차량

#### 현대자동차
- 현대 뉴 슈퍼에어로시티
- 현대 저상 뉴 슈퍼에어로시티
- 현대 뉴 프리미엄 유니버스 엘레강스

#### 하이거 버스
- 하이거 하이퍼스 EV

#### CRRC중국중차
- CRRC 그린웨이 TEG6110BEVK1 EV

## 갤러리

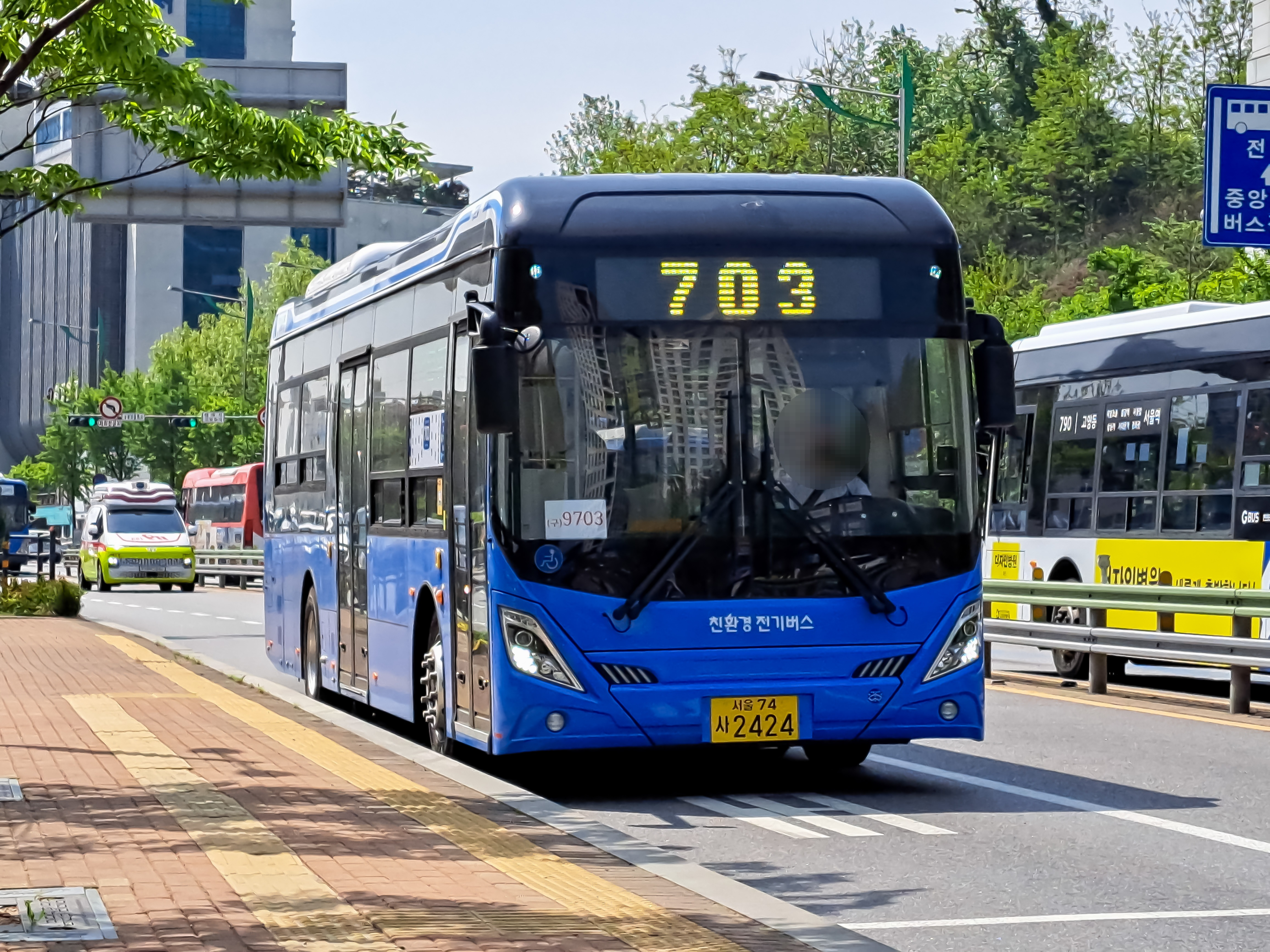
서울시내버스 703번

## 같이 보기
- 신인운수